# Palau de Fluvià
Fluvià, Obra de Fluvià, palau de Fluvià o Obra de Santa Llúcia és un palau goticorenaixentista que es va deixar inacabat ja a inicis del segle xvi a la vila de Guissona (Segarra), declarat Bé cultural d'interès nacional. El palau de Fluvià, més conegut com a Obra de Fluvià, és situat a un km de Guissona, vora la carretera que porta a Massoteres, a l'antic terme del poble de Fluvià.

## Arquitectura
Construcció de planta quadrada centralitzada per un pati, on s'obren totes les estances. L'església del palau és un dels espais més interessants del conjunt i estava dedicat a sant Jordi, santa Llúcia i sant Blai.
La façana principal presenta tres obertures a la banda dreta, dues de les quals són finestres amb arcades que se sustenten en mènsules amb motius vegetals i zoomòrfics, i una tercera obertura amb un ull de bou. Les tres finestres conserven elements decoratius gòtics amb arcs rebaixats i motllures pronunciades.
A la banda esquerra de la façana totes les obertures es troben actualment tapiades i hi ha una finestra molt deteriorada i una porta que donava accés directe des de l'exterior a l'església.
A la façana est hi ha diferents obertures, totes tapiades o inacabades i una porta que comunica amb les cavallerisses.

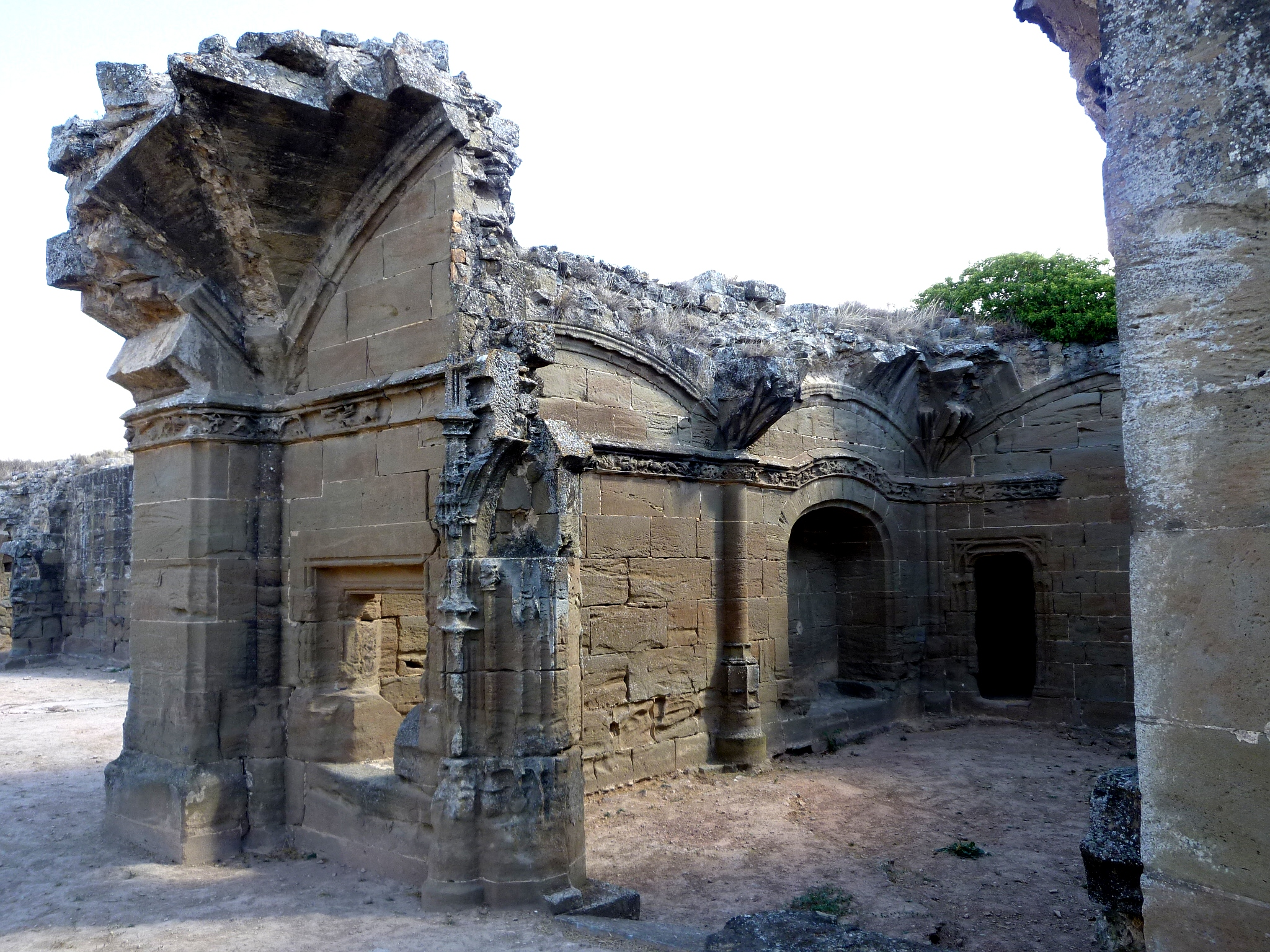
Interior del palau

L'entrada principal estava formada per una gran portada d'arc de mig punt dovellada, de la qual només es conserven les restes. S'accedeix al palau per un vestíbul que dona a una gran sala ricament decorada a mà dreta i a l'església a l'esquerra; davant, com ja s'ha dit anteriorment, un pati que centralitza tot l'edifici. L'ala dreta d'aquest palau l'ocupen un conjunt d'estances intercomunicades per portes amb arcs de mig punt i motllures. En una d'aquestes estances encara es conserva un forn. A l'ala nord s'ubicaven les cavallerisses, que comunicaven també amb l'exterior per una porta al mur est. Les restes de les cobertes deixen endevinar l'arrencament d'arcs torals i voltes de creueria.
La decoració del palau era molt sumptuosa i entrelligava elements del gòtic tardà amb altres de renaixentistes. Es conserven encara motllures, frisos decorats amb motius vegetals, filigranes, arcs adovellats que donen accés a les estances, relleus amb motius vegetals, capitells ricament decorats, etc.
En el projecte d'aquest palau de ben segur que hi havia la voluntat d'aixecar un segon pis, ja que l'ala dreta de l'edifici presenta una escala de caragol que no porta a cap lloc, ja que no es va arribar a construir mai.
La totalitat del conjunt es troba en molt mal estat i la vegetació ha cobert gran part de les estances, algunes pràcticament inaccessibles.

## Història
El lloc, que pertanyia a la Universitat de Guissona des del 1383, passà progressivament a la jurisdicció del bisbat d'Urgell. El 1505 el bisbe Pere de Cardona en comprà la totalitat dels drets senyorials, i emprengué la construcció d'una residència palau per als bisbes d'Urgell, en substitució de l'antic castell.
L'obra avançà ràpidament però restà interrompuda el 1514, quan el bisbe Cardona es traslladà a Tarragona com a nou arquebisbe metropolità, moment en què ja n'era acabada i coberta la planta baixa. Les restes de l'edifici permeten de reconstruir no tan sols l'esquema de planta, sinó també la ubicació de les diferents estances, al mateix temps que ens permeten de fer-nos una idea de l'ambició de l'obra i dels mitjans de què disposà.
El 1808 amb la Guerra del Francès, els francesos van fortificar l'edifici i derruïren part de la coberta.